# Jiří Nicolaus
Jiří Nicolaus též Jiří Mikuláš Brněnský (16. stol.) byl český protestantský humanistický spisovatel, překladatel a pedagog.
Narodil se v Brně. Roku 1556 získal mistrovský titul na univerzitě ve Wittenbergu. Vrátil se na Moravu, kde se stal učitelem v Brně a následně rektorem školy v Úsově. Odtud odešel do Prahy, kde se stal učitelem na soukromé škole Matouše Collina. Po jeho smrti roku 1566 si založil soukromou školu v domě „u Toulu“ na Starém Městě pražském, kterou vedl v Collinově duchu.
Psal latinsky a česky. Roku 1556 vydal v Olomouci latinský spis Oratio de coniugio (Řeč o manželství). Roku 1567 vydal v Praze českou početnici, v níž byla poprvé v dějinách českých početnic použita znaménka plus a minus.